# Bilan saison par saison du Stade rennais FC
Le bilan par saison du Stade rennais FC présente ses résultats en championnat et dans les différentes coupes depuis sa création le 10 mars 1901. Entre cette date et janvier 1903, le Stade rennais ne dispute que des matchs amicaux, en l'absence de compétition organisée en Bretagne. Il participe ensuite aux compétitions organisées par l'Union des sociétés françaises de sports athlétiques, puis par la Ligue de l'Ouest de football, et enfin par la Fédération française de football et la Ligue de football professionnel.

## Historique

### Championnats régionaux sous statut amateur

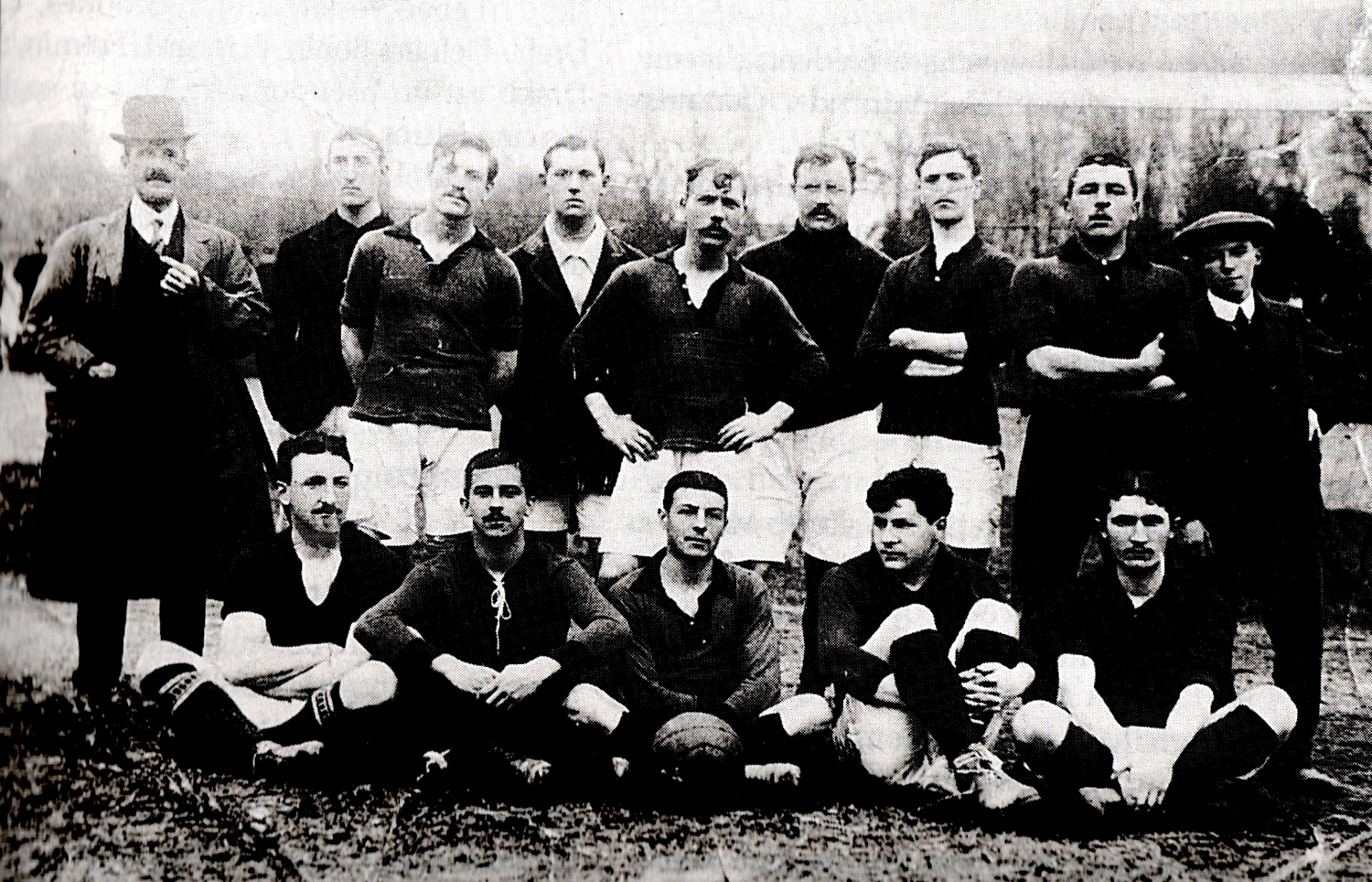
Équipe rennaise disputant un match de championnat de l'Ouest en 1913.

Créé le 10 mars 1901, le Stade rennais dispute lors de sa première saison une série de quatre matchs amicaux face à des équipes rennaises et une équipe vannetaise. Le 6 avril 1902, il fait partie des membres fondateurs du Comité de Bretagne de l'USFSA qui organise son premier championnat dès la saison 1902-1903, sous la forme d'une coupe avec matchs à élimination directe. Éliminé en demi-finale lors de la première édition, le club rennais remporte la seconde en 1903-1904.
De 1904 à 1914, le championnat de Bretagne de l'USFSA prend la forme d'une poule où chaque équipe se rencontre. Le nombre de matchs et d'équipes augmente peu à peu, passant de trois rencontres à six, puis à huit et enfin à dix. En l'espace de ces dix saisons, le Stade rennais est sacré champion à deux reprises, laissant les autres titres à l'US servannaise dont il est à chaque fois le dauphin. En 1914, la continuité de la compétition est interrompue par le déclenchement de la Première Guerre mondiale, et le départ sur le front de nombreux joueurs et dirigeants. Malgré cela, en 1917, le club participe à la première édition de la Coupe de France, et est éliminé en quarts de finale par le FC Lyon, futur finaliste de l'épreuve. À l'exception des trois éditions comprises entre 1929 et 1932, il participe ensuite chaque saison à cette compétition.
Coupant les liens avec l'USFSA, le Stade rennais fait partie des membres fondateurs de la Ligue de l'Ouest de football en juillet 1918, et remporte le premier championnat qu'elle organise lors de la saison 1918-1919. De 1919 à 1929, le club participe à un championnat de l'Ouest organisé sous forme de poules départementales, et qui est conclu par des matchs éliminatoires (1919-1922), puis par une poule finale (1922-1929). Titré à trois reprises, le club décide de se retirer de toutes compétitions en 1929, en protestation contre un nouveau projet de calendrier établi par la Ligue de l'Ouest. Durant trois saisons, il dispute une série de matchs amicaux face à des équipes françaises et étrangères.

### Le Stade rennais professionnel

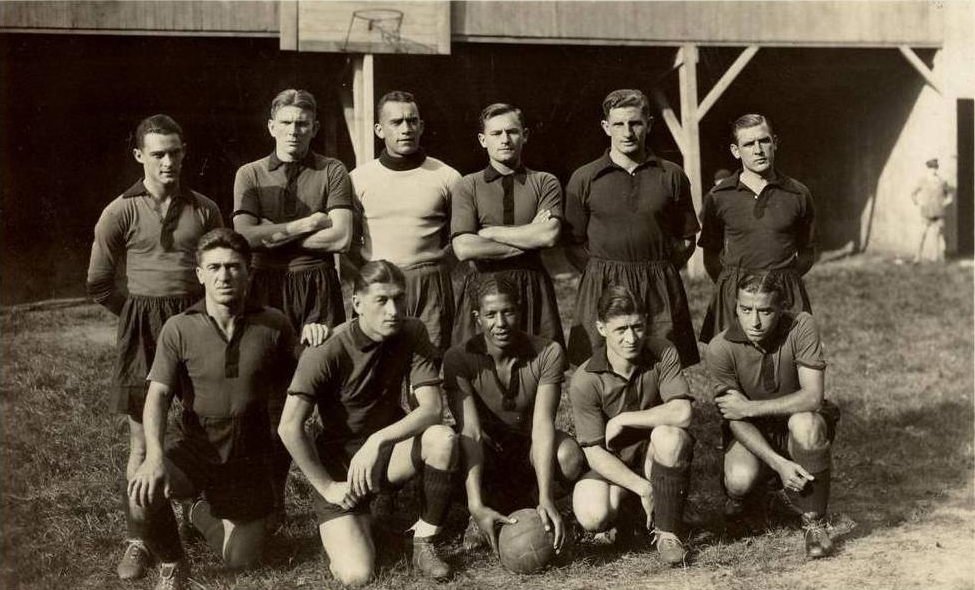
Le Stade rennais dans ses premières années professionnelles.

En 1932, le Stade rennais adopte le professionnalisme, autorisé à cette date alors qu'il était interdit jusque-là. Renouant avec les compétitions, le club retrouve la Coupe de France, et intègre surtout la première édition du championnat de France de football professionnel. Hors période de la Seconde Guerre mondiale, il navigue exclusivement depuis entre les deux divisions professionnelles, la Ligue 1 et la Ligue 2, sans avoir joué aux étages inférieurs. Une performance qu'il partage uniquement avec l'Olympique de Marseille.
Alors que se déclenche la Seconde Guerre mondiale en 1939, le Stade rennais abandonne temporairement son statut professionnel et dispute, de nouveau, durant deux saisons, le championnat de l'Ouest. Un statut professionnel qu'il reprend en 1941, pour deux saisons passées en championnat de France de guerre. Lors de la saison 1943-1944, c'est le Régime de Vichy qui supprime le professionnalisme pour les clubs de football français. Un statut que le Stade rennais retrouve dès la libération en 1944, avec un ultime championnat de France de guerre.
Par la suite, le Stade rennais participe aux diverses compétitions organisées par la Fédération française de football et la Ligue de football professionnel. Outre le championnat de France et la Coupe de France, cela se matérialise par sa présence lors de onze des treize éditions de la Coupe Charles Drago (jouée de 1952 à 1965), puis de la Coupe de la Ligue à partir de son institutionnalisation en 1994. En parallèle, selon ses résultats en championnat et en coupes nationales, il participe également à plusieurs reprises aux coupes européennes, apparues en 1957. Le Stade rennais y fait son entrée en 1965 via une participation à la Coupe d'Europe des vainqueurs de coupe. Les décennies suivantes, les Rouge et noir disputent également la Coupe Intertoto et la Ligue Europa (qui porte le nom de Coupe UEFA jusqu'en 2009) et enfin la Ligue des champions en 2020, année où le Stade rennais a atteint sa meilleure performance au championnat en finissant 3e.

## Bilan saison par saison
| Saison    | Championnat                                                  | Championnat                                                  | Championnat                                                  | Championnat                                                  | Championnat                                                  | Championnat                                                  | Championnat                                                  | Championnat                                                  | Championnat                                                  | Championnat                                                  | Coupe de France                                              | Autre coupe                                                  | Coupe d'europe                                               | Meilleur buteur                                                  | Entraîneur                                                   |
| Saison    | Division                                                     | Pos                                                          | Pts                                                          | J                                                            | V                                                            | N                                                            | D                                                            | BP                                                           | BC                                                           | Diff.                                                        | Coupe de France                                              | Autre coupe                                                  | Coupe d'europe                                               | Meilleur buteur                                                  | Entraîneur                                                   |
| --------- | ------------------------------------------------------------ | ------------------------------------------------------------ | ------------------------------------------------------------ | ------------------------------------------------------------ | ------------------------------------------------------------ | ------------------------------------------------------------ | ------------------------------------------------------------ | ------------------------------------------------------------ | ------------------------------------------------------------ | ------------------------------------------------------------ | ------------------------------------------------------------ | ------------------------------------------------------------ | ------------------------------------------------------------ | ---------------------------------------------------------------- | ------------------------------------------------------------ |
| 1901-1902 | Matchs amicaux                                               | Matchs amicaux                                               | Matchs amicaux                                               | Matchs amicaux                                               | Matchs amicaux                                               | Matchs amicaux                                               | Matchs amicaux                                               | Matchs amicaux                                               | Matchs amicaux                                               | Matchs amicaux                                               | Matchs amicaux                                               | Matchs amicaux                                               | Matchs amicaux                                               | Matchs amicaux                                                   |                                                              |
| 1902-1903 | Ch. de Bretagne USFSA                                        | 2e                                                           |                                                              |                                                              |                                                              |                                                              |                                                              |                                                              |                                                              |                                                              | Aucune                                                       | Aucune                                                       | Aucune                                                       | nc                                                               |                                                              |
| 1903-1904 | Ch. de Bretagne USFSA                                        | 1er                                                          |                                                              |                                                              |                                                              |                                                              |                                                              |                                                              |                                                              |                                                              | Aucune                                                       | Aucune                                                       | Aucune                                                       | nc                                                               |                                                              |
| 1904-1905 | Ch. de Bretagne USFSA                                        | 2e                                                           | 4                                                            | 3                                                            | 2                                                            | 0                                                            | 1                                                            | 5                                                            | 4                                                            | +1                                                           | Aucune                                                       | Aucune                                                       | Aucune                                                       | nc                                                               |                                                              |
| 1905-1906 | Ch. de Bretagne USFSA                                        | 2e                                                           | 4                                                            | 3                                                            | 2                                                            | 0                                                            | 1                                                            | 5                                                            | 4                                                            | +1                                                           | Aucune                                                       | Aucune                                                       | Aucune                                                       | nc                                                               |                                                              |
| 1906-1907 | Ch. de Bretagne USFSA                                        | 2e                                                           | 9                                                            | 6                                                            | 4                                                            | 1                                                            | 1                                                            | 13                                                           | 5                                                            | +8                                                           | Aucune                                                       | Aucune                                                       | Aucune                                                       | nc                                                               | Griffith                                                     |
| 1907-1908 | Ch. de Bretagne USFSA                                        | 1er                                                          | 15                                                           | 8                                                            | 7                                                            | 1                                                            | 0                                                            | 40                                                           | 4                                                            | +36                                                          | Aucune                                                       | Aucune                                                       | Aucune                                                       | nc                                                               | Griffith                                                     |
| 1908-1909 | Ch. de Bretagne USFSA                                        | 1er                                                          | 14                                                           | 8                                                            | 8                                                            | 0                                                            | 1                                                            | 54                                                           | 9                                                            | +45                                                          | Aucune                                                       | Aucune                                                       | Aucune                                                       | nc                                                               |                                                              |
| 1909-1910 | Ch. de Bretagne USFSA                                        | 2e                                                           | 22                                                           | 8                                                            | 7                                                            | 0                                                            | 1                                                            | 42                                                           | 8                                                            | +36                                                          | Aucune                                                       | Aucune                                                       | Aucune                                                       | nc                                                               |                                                              |
| 1910-1911 | Ch. de Bretagne USFSA                                        | 2e                                                           | 19                                                           | 8                                                            | 5                                                            | 1                                                            | 2                                                            | 31                                                           | 12                                                           | +19                                                          | Aucune                                                       | Aucune                                                       | Aucune                                                       | nc                                                               |                                                              |
| 1911-1912 | Ch. de Bretagne USFSA                                        | 2e                                                           | 16                                                           | 6                                                            | 5                                                            | 0                                                            | 1                                                            | 33                                                           | 4                                                            | +29                                                          | Aucune                                                       | Aucune                                                       | Aucune                                                       | nc                                                               |                                                              |
| 1912-1913 | Ch. de Bretagne USFSA                                        | 2e                                                           | 25                                                           | 10                                                           | 7                                                            | 1                                                            | 2                                                            | 37                                                           | 14                                                           | +23                                                          | Aucune                                                       | Aucune                                                       | Aucune                                                       | nc                                                               |                                                              |
| 1913-1914 | Ch. de Bretagne USFSA                                        | 2e                                                           | 23                                                           | 10                                                           | 6                                                            | 1                                                            | 3                                                            | 40                                                           | 13                                                           | +27                                                          | Aucune                                                       | Aucune                                                       | Aucune                                                       | nc                                                               |                                                              |
| 1914-1915 | Pas de compétitions en raison de la Première Guerre mondiale | Pas de compétitions en raison de la Première Guerre mondiale | Pas de compétitions en raison de la Première Guerre mondiale | Pas de compétitions en raison de la Première Guerre mondiale | Pas de compétitions en raison de la Première Guerre mondiale | Pas de compétitions en raison de la Première Guerre mondiale | Pas de compétitions en raison de la Première Guerre mondiale | Pas de compétitions en raison de la Première Guerre mondiale | Pas de compétitions en raison de la Première Guerre mondiale | Pas de compétitions en raison de la Première Guerre mondiale | Pas de compétitions en raison de la Première Guerre mondiale | Pas de compétitions en raison de la Première Guerre mondiale | Pas de compétitions en raison de la Première Guerre mondiale | Pas de compétitions en raison de la Première Guerre mondiale     | Pas de compétitions en raison de la Première Guerre mondiale |
| 1915-1916 | Pas de compétitions en raison de la Première Guerre mondiale | Pas de compétitions en raison de la Première Guerre mondiale | Pas de compétitions en raison de la Première Guerre mondiale | Pas de compétitions en raison de la Première Guerre mondiale | Pas de compétitions en raison de la Première Guerre mondiale | Pas de compétitions en raison de la Première Guerre mondiale | Pas de compétitions en raison de la Première Guerre mondiale | Pas de compétitions en raison de la Première Guerre mondiale | Pas de compétitions en raison de la Première Guerre mondiale | Pas de compétitions en raison de la Première Guerre mondiale | Pas de compétitions en raison de la Première Guerre mondiale | Pas de compétitions en raison de la Première Guerre mondiale | Pas de compétitions en raison de la Première Guerre mondiale | Pas de compétitions en raison de la Première Guerre mondiale     | Pas de compétitions en raison de la Première Guerre mondiale |
| 1916-1917 | Pas de compétitions en raison de la Première Guerre mondiale | Pas de compétitions en raison de la Première Guerre mondiale | Pas de compétitions en raison de la Première Guerre mondiale | Pas de compétitions en raison de la Première Guerre mondiale | Pas de compétitions en raison de la Première Guerre mondiale | Pas de compétitions en raison de la Première Guerre mondiale | Pas de compétitions en raison de la Première Guerre mondiale | Pas de compétitions en raison de la Première Guerre mondiale | Pas de compétitions en raison de la Première Guerre mondiale | Pas de compétitions en raison de la Première Guerre mondiale | Pas de compétitions en raison de la Première Guerre mondiale | Pas de compétitions en raison de la Première Guerre mondiale | Pas de compétitions en raison de la Première Guerre mondiale | Pas de compétitions en raison de la Première Guerre mondiale     | Pas de compétitions en raison de la Première Guerre mondiale |
| 1917-1918 | Championnat de l'Ouest                                       |                                                              |                                                              |                                                              |                                                              |                                                              |                                                              |                                                              |                                                              |                                                              | 1/4 de finale                                                | Aucune                                                       | Aucune                                                       | nc                                                               |                                                              |
| 1918-1919 | Championnat de l'Ouest                                       | 1er                                                          | 11                                                           | 4                                                            | 3                                                            | 1                                                            | 0                                                            | 18                                                           | 3                                                            | +15                                                          | Demi-finale                                                  | Aucune                                                       | Aucune                                                       | nc                                                               |                                                              |
| 1919-1920 | Championnat de l'Ouest                                       | 1er                                                          | 12                                                           | 4                                                            | 4                                                            | 0                                                            | 0                                                            | 20                                                           | 2                                                            | +18                                                          | 1/8 de finale                                                | Aucune                                                       | Aucune                                                       | nc                                                               | Scoones                                                      |
| 1920-1921 | Championnat de l'Ouest                                       | 2e                                                           | 16                                                           | 6                                                            | 4                                                            | 2                                                            | 0                                                            | 18                                                           | 5                                                            | +13                                                          | 2e tour                                                      | Aucune                                                       | Aucune                                                       | nc                                                               | Scoones                                                      |
| 1921-1922 | Championnat de l'Ouest                                       | 2e                                                           | 26                                                           | 10                                                           | 8                                                            | 1                                                            | 1                                                            | 26                                                           | 5                                                            | +21                                                          | Finaliste                                                    | Aucune                                                       | Aucune                                                       | nc                                                               |                                                              |
| 1922-1933 | Championnat de l'Ouest                                       | 1er 1er                                                      | 16 9                                                         | 6 4                                                          | 5 2                                                          | 0 1                                                          | 1                                                            | 29 3                                                         | 6 2                                                          | +23 +1                                                       | 1/4 de finale                                                | Aucune                                                       | Aucune                                                       | nc                                                               |                                                              |
| 1923-1924 | Championnat de l'Ouest                                       | 3e                                                           | 22                                                           | 10                                                           | 5                                                            | 2                                                            | 3                                                            | 23                                                           | 16                                                           | +7                                                           | 1/4 de finale                                                | Aucune                                                       | Aucune                                                       | nc                                                               |                                                              |
| 1924-1925 | Championnat de l'Ouest                                       | 1er 3e                                                       | 26 13                                                        | 10 6                                                         | 8 2                                                          | 0 3                                                          | 2 1                                                          | 26 7                                                         | 10 4                                                         | +16 +3                                                       | 1/16 de finale                                               | Aucune                                                       | Aucune                                                       | nc                                                               |                                                              |
| 1925-1926 | Championnat de l'Ouest                                       | 2e 2e                                                        | 19 14                                                        | 8 6                                                          | 5 3                                                          | 1 2                                                          | 2 1                                                          | 29 19                                                        | 14 9                                                         | +15 +10                                                      | 1/16 de finale                                               | Aucune                                                       | Aucune                                                       | nc                                                               |                                                              |
| 1926-1927 | Championnat de l'Ouest                                       | 1er 2e                                                       | 27 23                                                        | 10                                                           | 8 6                                                          | 1                                                            | 1 3                                                          | 38 32                                                        | 17 14                                                        | +21 +18                                                      | 5e tour                                                      | Aucune                                                       | Aucune                                                       | nc                                                               |                                                              |
| 1927-1928 | Championnat de l'Ouest                                       | 2e 2e                                                        | 28 12                                                        | 10 6                                                         | 9 3                                                          | 0                                                            | 1 3                                                          | 48 18                                                        | 14 17                                                        | +34 +1                                                       | 1/16 de finale                                               | Aucune                                                       | Aucune                                                       | nc                                                               |                                                              |
| 1928-1929 | Championnat de l'Ouest                                       | 2e                                                           | 26                                                           | 10                                                           | 8                                                            | 0                                                            | 2                                                            | 32                                                           | 14                                                           | +18                                                          | 1/4 de finale                                                | Aucune                                                       | Aucune                                                       | nc                                                               |                                                              |
| 1929-1930 | Matchs amicaux                                               | Matchs amicaux                                               | Matchs amicaux                                               | Matchs amicaux                                               | Matchs amicaux                                               | Matchs amicaux                                               | Matchs amicaux                                               | Matchs amicaux                                               | Matchs amicaux                                               | Matchs amicaux                                               | Matchs amicaux                                               | Matchs amicaux                                               | Matchs amicaux                                               | Matchs amicaux                                                   | Matchs amicaux                                               |
| 1930-1931 | Matchs amicaux                                               | Matchs amicaux                                               | Matchs amicaux                                               | Matchs amicaux                                               | Matchs amicaux                                               | Matchs amicaux                                               | Matchs amicaux                                               | Matchs amicaux                                               | Matchs amicaux                                               | Matchs amicaux                                               | Matchs amicaux                                               | Matchs amicaux                                               | Matchs amicaux                                               | Matchs amicaux                                                   | Matchs amicaux                                               |
| 1931-1932 | Matchs amicaux                                               | Matchs amicaux                                               | Matchs amicaux                                               | Matchs amicaux                                               | Matchs amicaux                                               | Matchs amicaux                                               | Matchs amicaux                                               | Matchs amicaux                                               | Matchs amicaux                                               | Matchs amicaux                                               | Matchs amicaux                                               | Matchs amicaux                                               | Matchs amicaux                                               | Matchs amicaux                                                   | Matchs amicaux                                               |
| 1932-1933 | Division 1                                                   | 6e                                                           | 18                                                           | 18                                                           | 7                                                            | 4                                                            | 7                                                            | 41                                                           | 36                                                           | +5                                                           | 1/8 de finale                                                | Aucune                                                       | Aucune                                                       | Walter Kaiser (22)                                               | Székány                                                      |
| 1933-1934 | Division 1                                                   | 6e                                                           | 27                                                           | 26                                                           | 11                                                           | 5                                                            | 10                                                           | 67                                                           | 75                                                           | -8                                                           | 1/4 de finale                                                | Aucune                                                       | Aucune                                                       | Walter Vollweiler (30)                                           | McCloy Schneider                                             |
| 1934-1935 | Division 1                                                   | 10e                                                          | 27                                                           | 30                                                           | 11                                                           | 5                                                            | 14                                                           | 57                                                           | 49                                                           | +8                                                           | Finaliste                                                    | Aucune                                                       | Aucune                                                       | André Chauvel (14)                                               | Schneider                                                    |
| 1935-1936 | Division 1                                                   | 13e                                                          | 28                                                           | 30                                                           | 10                                                           | 8                                                            | 12                                                           | 44                                                           | 62                                                           | -18                                                          | 1/8 de finale                                                | Aucune                                                       | Aucune                                                       | Josef Mayboeck (12)                                              | Schneider                                                    |
| 1936-1937 | Division 1                                                   | 15e                                                          | 20                                                           | 30                                                           | 8                                                            | 4                                                            | 18                                                           | 38                                                           | 58                                                           | -20                                                          | 1/8 de finale                                                | Aucune                                                       | Aucune                                                       | Josef Mayboeck (12)                                              | Batmale                                                      |
| 1937-1938 | Division 2                                                   | 3e                                                           | 40                                                           | 30                                                           | 17                                                           | 6                                                            | 7                                                            | 49                                                           | 33                                                           | +16                                                          | 1/32 de finale                                               | Aucune                                                       | Aucune                                                       | József Ebner (18)                                                | Batmale                                                      |
| 1938-1939 | Division 2                                                   | 2e                                                           | 60                                                           | 40                                                           | 27                                                           | 6                                                            | 7                                                            | 112                                                          | 51                                                           | +61                                                          | 1/8 de finale                                                | Aucune                                                       | Aucune                                                       | József Ebner (34)                                                | Batmale                                                      |
| 1939-1940 | Championnat de l'Ouest                                       | 2e                                                           | 9                                                            | 6                                                            | 4                                                            | 1                                                            | 1                                                            | 22                                                           | 7                                                            | +15                                                          | 1/32 de finale                                               | Aucune                                                       | Aucune                                                       | nc                                                               | Batmale                                                      |
| 1940-1941 | Championnat de l'Ouest                                       | 3e                                                           | 20                                                           | 10                                                           | 5                                                            | 0                                                            | 5                                                            | 33                                                           | 21                                                           | +8                                                           | 2e tour                                                      | Aucune                                                       | Aucune                                                       | nc                                                               | Batmale                                                      |
| 1941-1942 | Championnat de guerre                                        | 7e                                                           | 13                                                           | 16                                                           | 4                                                            | 5                                                            | 7                                                            | 22                                                           | 28                                                           | -6                                                           | 1/8 de finale                                                | Aucune                                                       | Aucune                                                       | nc                                                               | Bonneville                                                   |
| 1942-1943 | Championnat de guerre                                        | 14e                                                          | 23                                                           | 30                                                           | 10                                                           | 3                                                            | 17                                                           | 51                                                           | 72                                                           | -21                                                          | 1/8 de finale                                                | Aucune                                                       | Aucune                                                       | nc                                                               | Batmale                                                      |
| 1943-1944 | CFA - gr. H                                                  | 5e                                                           | 18                                                           | 18                                                           | 7                                                            | 4                                                            | 7                                                            | 47                                                           | 31                                                           | +16                                                          | 1/16 de finale                                               | Aucune                                                       | Aucune                                                       | nc                                                               | Batmale                                                      |
| 1944-1945 | Championnat de guerre                                        | 8e                                                           | 17                                                           | 22                                                           | 6                                                            | 5                                                            | 11                                                           | 36                                                           | 65                                                           | -29                                                          | 1/8 de finale                                                | Aucune                                                       | Aucune                                                       | nc                                                               | Batmale                                                      |
| 1945-1946 | Division 1                                                   | 5e                                                           | 37                                                           | 34                                                           | 13                                                           | 11                                                           | 10                                                           | 57                                                           | 52                                                           | +5                                                           | 1/16 de finale                                               | Aucune                                                       | Aucune                                                       | Joseph Rabstejnek (15)                                           | Pleyer                                                       |
| 1946-1947 | Division 1                                                   | 9e                                                           | 38                                                           | 38                                                           | 16                                                           | 6                                                            | 16                                                           | 67                                                           | 78                                                           | -11                                                          | 1/32 de finale                                               | Aucune                                                       | Aucune                                                       | Joseph Rabstejnek André Simonyi (13)                             | Pleyer                                                       |
| 1947-1948 | Division 1                                                   | 10e                                                          | 34                                                           | 34                                                           | 13                                                           | 8                                                            | 13                                                           | 56                                                           | 59                                                           | -3                                                           | 1/8 de finale                                                | Aucune                                                       | Aucune                                                       | Jean Grumellon (31)                                              | Pleyer                                                       |
| 1948-1949 | Division 1                                                   | 4e                                                           | 41                                                           | 34                                                           | 16                                                           | 9                                                            | 9                                                            | 61                                                           | 49                                                           | +12                                                          | 1/8 de finale                                                | Aucune                                                       | Aucune                                                       | Jean Grumellon (26)                                              | Pleyer                                                       |
| 1949-1950 | Division 1                                                   | 9e                                                           | 34                                                           | 34                                                           | 12                                                           | 10                                                           | 12                                                           | 64                                                           | 58                                                           | +6                                                           | 1/8 de finale                                                | Aucune                                                       | Aucune                                                       | Jean Grumellon (29)                                              | Pleyer                                                       |
| 1950-1951 | Division 1                                                   | 14e                                                          | 31                                                           | 34                                                           | 13                                                           | 5                                                            | 16                                                           | 63                                                           | 69                                                           | -6                                                           | 1/16 de finale                                               | Aucune                                                       | Aucune                                                       | Jean Grumellon (22)                                              | Pleyer                                                       |
| 1951-1952 | Division 1                                                   | 15e                                                          | 28                                                           | 34                                                           | 10                                                           | 8                                                            | 16                                                           | 51                                                           | 85                                                           | -34                                                          | 1/4 de finale                                                | Aucune                                                       | Aucune                                                       | Jean Grumellon (16)                                              | Pleyer                                                       |
| 1952-1953 | Division 1                                                   | 16e                                                          | 28                                                           | 34                                                           | 10                                                           | 8                                                            | 16                                                           | 37                                                           | 56                                                           | -19                                                          | 1/32 de finale                                               | CP : 1er tour                                                | Aucune                                                       | Alphonse Le Gall (13)                                            | Artigas                                                      |
| 1953-1954 | Division 2                                                   | 6e                                                           | 44                                                           | 38                                                           | 19                                                           | 6                                                            | 13                                                           | 86                                                           | 53                                                           | +33                                                          | 1/16 de finale                                               | CP 3e tour                                                   | Aucune                                                       | José Caeiro (31)                                                 | Artigas                                                      |
| 1954-1955 | Division 2                                                   | 3e                                                           | 52                                                           | 38                                                           | 22                                                           | 8                                                            | 8                                                            | 83                                                           | 48                                                           | +35                                                          | 1/16 de finale                                               | CP : 1/8 de finale                                           | Aucune                                                       | José Caeiro (31)                                                 | Artigas                                                      |
| 1955-1956 | Division 2                                                   | 1er                                                          | 54                                                           | 38                                                           | 23                                                           | 8                                                            | 7                                                            | 69                                                           | 38                                                           | +31                                                          | 1/16 de finale                                               | CP : 3e tour                                                 | Aucune                                                       | José Caeiro (21)                                                 | Guérin                                                       |
| 1956-1957 | Division 1                                                   | 16e                                                          | 27                                                           | 34                                                           | 11                                                           | 5                                                            | 18                                                           | 36                                                           | 63                                                           | -27                                                          | 1/16 de finale                                               | CP : 2e tour                                                 | Aucune                                                       | Guy Méano (10)                                                   | Guérin                                                       |
| 1957-1958 | Division 2                                                   | 2e                                                           | 58                                                           | 42                                                           | 23                                                           | 12                                                           | 7                                                            | 93                                                           | 40                                                           | +53                                                          | 1/16 de finale                                               | CP : 1/4 de finale                                           | Aucune                                                       | Antoine Cuissard (26)                                            | Guérin                                                       |
| 1958-1959 | Division 1                                                   | 12e                                                          | 36                                                           | 38                                                           | 13                                                           | 10                                                           | 15                                                           | 63                                                           | 63                                                           | 0                                                            | Demi-finale                                                  | -                                                            | Aucune                                                       | Mahi Khennane (27)                                               | Guérin                                                       |
| 1959-1960 | Division 1                                                   | 15e                                                          | 33                                                           | 38                                                           | 13                                                           | 7                                                            | 18                                                           | 47                                                           | 59                                                           | -12                                                          | 1/8 de finale                                                | CP : 3e tour                                                 | Aucune                                                       | Théodore Szkudlapski (13)                                        | Guérin                                                       |
| 1960-1961 | Division 1                                                   | 14e                                                          | 34                                                           | 38                                                           | 12                                                           | 10                                                           | 16                                                           | 52                                                           | 59                                                           | -7                                                           | 1/32 de finale                                               | CP : 1er tour                                                | Aucune                                                       | Jacques Faivre (20)                                              | Guérin                                                       |
| 1961-1962 | Division 1                                                   | 12e                                                          | 38                                                           | 38                                                           | 13                                                           | 12                                                           | 13                                                           | 58                                                           | 63                                                           | -5                                                           | 1/32 de finale                                               | CP :1er tour                                                 | Aucune                                                       | Mahi Khennane (20)                                               | Cuissard                                                     |
| 1962-1963 | Division 1                                                   | 11e                                                          | 38                                                           | 38                                                           | 14                                                           | 13                                                           | 11                                                           | 69                                                           | 71                                                           | -2                                                           | 1/32 de finale                                               | CP : 2e tour                                                 | Aucune                                                       | Alain Jubert (17)                                                | Cuissard                                                     |
| 1963-1964 | Division 1                                                   | 11e                                                          | 33                                                           | 34                                                           | 12                                                           | 9                                                            | 13                                                           | 54                                                           | 65                                                           | -11                                                          | 1/32 de finale                                               | CP :1er tour                                                 | Aucune                                                       | Giovanni Pellegrini (15)                                         | Cuissard                                                     |
| 1964-1965 | Division 1                                                   | 4e                                                           | 38                                                           | 34                                                           | 15                                                           | 8                                                            | 11                                                           | 67                                                           | 48                                                           | +19                                                          | Vainqueur                                                    | -                                                            | Aucune                                                       | Daniel Rodighiero (31)                                           | Prouff                                                       |
| 1965-1966 | Division 1                                                   | 6e                                                           | 42                                                           | 38                                                           | 18                                                           | 6                                                            | 14                                                           | 80                                                           | 70                                                           | +10                                                          | 1/8 de finale                                                | S : Finaliste                                                | C2 : 1er tour                                                | Daniel Rodighiero (25)                                           | Prouff                                                       |
| 1966-1967 | Division 1                                                   | 11e                                                          | 37                                                           | 38                                                           | 14                                                           | 9                                                            | 15                                                           | 59                                                           | 56                                                           | +3                                                           | Demi-finale                                                  | Aucune                                                       | Aucune                                                       | Daniel Rodighiero (22)                                           | Prouff                                                       |
| 1967-1968 | Division 1                                                   | 14e                                                          | 36                                                           | 38                                                           | 13                                                           | 10                                                           | 15                                                           | 49                                                           | 57                                                           | -8                                                           | 1/32 de finale                                               | Aucune                                                       | Aucune                                                       | Silvester Takač (15)                                             | Prouff                                                       |
| 1968-1969 | Division 1                                                   | 11e                                                          | 31                                                           | 34                                                           | 12                                                           | 7                                                            | 15                                                           | 50                                                           | 57                                                           | -7                                                           | 1/16 de finale                                               | Aucune                                                       | Aucune                                                       | Daniel Rodighiero Silvester Takač (14)                           | Prouff                                                       |
| 1969-1970 | Division 1                                                   | 14e                                                          | 29                                                           | 34                                                           | 9                                                            | 11                                                           | 14                                                           | 52                                                           | 73                                                           | -21                                                          | Demi-finale                                                  | Aucune                                                       | Aucune                                                       | Daniel Rodighiero (21)                                           | Prouff                                                       |
| 1970-1971 | Division 1                                                   | 11e                                                          | 37                                                           | 38                                                           | 14                                                           | 9                                                            | 15                                                           | 56                                                           | 53                                                           | +3                                                           | Vainqueur                                                    | Aucune                                                       | Aucune                                                       | Serge Lenoir (18)                                                | Prouff                                                       |
| 1971-1972 | Division 1                                                   | 11e                                                          | 38                                                           | 38                                                           | 13                                                           | 12                                                           | 13                                                           | 53                                                           | 54                                                           | -1                                                           | 1/16 de finale                                               | S : Vainqueur                                                | C2 : 1er tour                                                | Serge Lenoir (17)                                                | Prouff                                                       |
| 1972-1973 | Division 1                                                   | 10e                                                          | 38                                                           | 38                                                           | 14                                                           | 10                                                           | 14                                                           | 46                                                           | 53                                                           | -7                                                           | 1/32 de finale                                               | Aucune                                                       | Aucune                                                       | Hervé Guermeur (11)                                              | Cédolin                                                      |
| 1973-1974 | Division 1                                                   | 13e                                                          | 43                                                           | 38                                                           | 16                                                           | 8                                                            | 14                                                           | 42                                                           | 47                                                           | -5                                                           | 1/32 de finale                                               | Aucune                                                       | Aucune                                                       | Hervé Guermeur (13)                                              | Cédolin                                                      |
| 1974-1975 | Division 1                                                   | 19e                                                          | 33                                                           | 38                                                           | 10                                                           | 11                                                           | 17                                                           | 38                                                           | 52                                                           | -14                                                          | 1/16 de finale                                               | Aucune                                                       | Aucune                                                       | Laurent Pokou (15)                                               | Cédolin Cuissard                                             |
| 1975-1976 | Division 2                                                   | 1er                                                          | 60                                                           | 34                                                           | 22                                                           | 6                                                            | 6                                                            | 82                                                           | 32                                                           | +50                                                          | 1/16 de finale                                               | Aucune                                                       | Aucune                                                       | Laurent Pokou (17)                                               | Cuissard                                                     |
| 1976-1977 | Division 1                                                   | 20e                                                          | 21                                                           | 38                                                           | 6                                                            | 9                                                            | 23                                                           | 43                                                           | 79                                                           | -36                                                          | 1/16 de finale                                               | Aucune                                                       | Aucune                                                       | Jean-Luc Arribart Hervé Guermeur Laurent Pokou Alain Richard (6) | Dubaële                                                      |
| 1977-1978 | Division 2                                                   | 12e                                                          | 28                                                           | 34                                                           | 9                                                            | 10                                                           | 15                                                           | 43                                                           | 56                                                           | -13                                                          | 1/32 de finale                                               | Aucune                                                       | Aucune                                                       | Patrick Delamontagne (12)                                        | Dubaële Jubert                                               |
| 1978-1979 | Division 2                                                   | 7e                                                           | 36                                                           | 34                                                           | 13                                                           | 10                                                           | 11                                                           | 43                                                           | 33                                                           | +10                                                          | 7e tour                                                      | Aucune                                                       | Aucune                                                       | Edin Sprečo (15)                                                 | Jubert                                                       |
| 1979-1980 | Division 2                                                   | 2e                                                           | 46                                                           | 34                                                           | 19                                                           | 8                                                            | 7                                                            | 60                                                           | 30                                                           | +30                                                          | 1/8 de finale                                                | Aucune                                                       | Aucune                                                       | Houssaine Anafal Robert Llorens Guy Nosibor (12)                 | Garcia                                                       |
| 1980-1981 | Division 2                                                   | 4e                                                           | 40                                                           | 34                                                           | 16                                                           | 8                                                            | 10                                                           | 41                                                           | 30                                                           | +11                                                          | 1/32 de finale                                               | Aucune                                                       | Aucune                                                       | Gérard Saliné (9)                                                | Garcia                                                       |
| 1981-1982 | Division 2                                                   | 5e                                                           | 44                                                           | 34                                                           | 17                                                           | 10                                                           | 7                                                            | 45                                                           | 26                                                           | +19                                                          | 6e tour                                                      | Aucune                                                       | Aucune                                                       | François M'Pelé (17)                                             | Garcia                                                       |
| 1982-1983 | Division 2                                                   | 1er                                                          | 54                                                           | 34                                                           | 23                                                           | 8                                                            | 3                                                            | 68                                                           | 25                                                           | +43                                                          | 1/32 de finale                                               | Aucune                                                       | Aucune                                                       | Vicky Peretz (19)                                                | Vincent                                                      |
| 1983-1984 | Division 1                                                   | 20e                                                          | 23                                                           | 38                                                           | 8                                                            | 7                                                            | 23                                                           | 39                                                           | 65                                                           | -26                                                          | 1/16 de finale                                               | Aucune                                                       | Aucune                                                       | Yannick Stopyra (9)                                              | Vincent                                                      |
| 1984-1985 | Division 2                                                   | 3e                                                           | 46                                                           | 34                                                           | 20                                                           | 6                                                            | 8                                                            | 51                                                           | 21                                                           | +30                                                          | 1/16 de finale                                               | Aucune                                                       | Aucune                                                       | Mario Relmy (27)                                                 | Mosca                                                        |
| 1985-1986 | Division 1                                                   | 13e                                                          | 34                                                           | 38                                                           | 12                                                           | 10                                                           | 16                                                           | 36                                                           | 41                                                           | -5                                                           | Demi-finale                                                  | Aucune                                                       | Aucune                                                       | Mario Relmy (10)                                                 | Mosca                                                        |
| 1986-1987 | Division 1                                                   | 20e                                                          | 17                                                           | 38                                                           | 5                                                            | 7                                                            | 26                                                           | 20                                                           | 58                                                           | -38                                                          | 1/16 de finale                                               | Aucune                                                       | Aucune                                                       | Didier Christophe Mario Relmy (8)                                | Mosca Rampillon                                              |
| 1987-1988 | Division 2                                                   | 10e                                                          | 32                                                           | 34                                                           | 11                                                           | 10                                                           | 13                                                           | 33                                                           | 33                                                           | 0                                                            | 1/32 de finale                                               | Aucune                                                       | Aucune                                                       | Laurent Delamontagne (9)                                         | Keruzoré                                                     |
| 1988-1989 | Division 2                                                   | 3e                                                           | 65                                                           | 34                                                           | 19                                                           | 8                                                            | 7                                                            | 61                                                           | 28                                                           | +33                                                          | 1/4 de finale                                                | Aucune                                                       | Aucune                                                       | Erik van den Boogaard (29)                                       | Keruzoré                                                     |
| 1989-1990 | Division 2                                                   | 1er                                                          | 44                                                           | 34                                                           | 18                                                           | 8                                                            | 8                                                            | 39                                                           | 27                                                           | +12                                                          | 1/16 de finale                                               | Aucune                                                       | Aucune                                                       | Erik van den Boogaard (18)                                       | Keruzoré                                                     |
| 1990-1991 | Division 1                                                   | 20e                                                          | 28                                                           | 38                                                           | 7                                                            | 14                                                           | 17                                                           | 29                                                           | 52                                                           | -23                                                          | 1/32 de finale                                               | Aucune                                                       | Aucune                                                       | François Omam-Biyik (14)                                         | Keruzoré                                                     |
| 1991-1992 | Division 1                                                   | 18e                                                          | 29                                                           | 38                                                           | 6                                                            | 17                                                           | 15                                                           | 25                                                           | 42                                                           | -17                                                          | 1/16 de finale                                               | Aucune                                                       | Aucune                                                       | Baltazar Laurent Delamontagne (6)                                | Notheaux                                                     |
| 1992-1993 | Division 2                                                   | 2e                                                           | 45                                                           | 34                                                           | 16                                                           | 13                                                           | 5                                                            | 48                                                           | 26                                                           | +22                                                          | 1/8 de finale                                                | Aucune                                                       | Aucune                                                       | Jocelyn Gourvennec Majid Musisi (14)                             | Notheaux                                                     |
| 1993-1994 | Division 2                                                   | 2e                                                           | 53                                                           | 42                                                           | 20                                                           | 13                                                           | 9                                                            | 57                                                           | 38                                                           | +19                                                          | 1/16 de finale                                               | Aucune                                                       | Aucune                                                       | Jocelyn Gourvennec (14)                                          | Le Milinaire                                                 |
| 1994-1995 | Division 1                                                   | 13e                                                          | 48                                                           | 38                                                           | 12                                                           | 12                                                           | 14                                                           | 53                                                           | 55                                                           | -2                                                           | 1/32 de finale                                               | CL : 1/8 de finale                                           | Aucune                                                       | Marco Grassi (16)                                                | Le Milinaire                                                 |
| 1995-1996 | Division 1                                                   | 8e                                                           | 54                                                           | 38                                                           | 13                                                           | 15                                                           | 10                                                           | 44                                                           | 41                                                           | +3                                                           | 1/32 de finale                                               | CL : 1/8 de finale                                           | Aucune                                                       | Sylvain Wiltord (18)                                             | Le Milinaire                                                 |
| 1996-1997 | Division 1                                                   | 16e                                                          | 40                                                           | 38                                                           | 10                                                           | 10                                                           | 18                                                           | 40                                                           | 58                                                           | -18                                                          | 1/16 de finale                                               | CL : 1/4 de finale                                           | CI : Poules                                                  | Stéphane Guivarc'h (30)                                          | Colleu                                                       |
| 1997-1998 | Division 1                                                   | 14e                                                          | 36                                                           | 34                                                           | 9                                                            | 9                                                            | 16                                                           | 36                                                           | 48                                                           | -12                                                          | 1/16 de finale                                               | CL : 1/16 de finale                                          | Aucune                                                       | Nicolas Goussé (9)                                               | David                                                        |
| 1998-1999 | Division 1                                                   | 5e                                                           | 59                                                           | 34                                                           | 17                                                           | 8                                                            | 9                                                            | 45                                                           | 38                                                           | +7                                                           | 1/16 de finale                                               | CL : 1/4 de finale                                           | Aucune                                                       | Shabani Nonda (17)                                               | Le Guen                                                      |
| 1999-2000 | Division 1                                                   | 13e                                                          | 43                                                           | 34                                                           | 12                                                           | 7                                                            | 15                                                           | 44                                                           | 48                                                           | -4                                                           | 1/4 de finale                                                | CL : 1/16 de finale                                          | CI : Finaliste                                               | Shabani Nonda (19)                                               | Le Guen                                                      |
| 2000-2001 | Division 1                                                   | 6e                                                           | 50                                                           | 34                                                           | 15                                                           | 5                                                            | 14                                                           | 46                                                           | 37                                                           | +9                                                           | 1/16 de finale                                               | CL : 1/16 de finale                                          | Aucune                                                       | Cyril Chapuis (10)                                               | Le Guen                                                      |
| 2001-2002 | Division 1                                                   | 12e                                                          | 41                                                           | 34                                                           | 11                                                           | 8                                                            | 15                                                           | 40                                                           | 51                                                           | -11                                                          | 1/16 de finale                                               | CL : Demi-finale                                             | CI : 1/2 finale                                              | Olivier Monterrubio (11)                                         | Gourcuff                                                     |
| 2002-2003 | Ligue 1                                                      | 15e                                                          | 40                                                           | 38                                                           | 10                                                           | 10                                                           | 18                                                           | 35                                                           | 45                                                           | -10                                                          | Demi-finale                                                  | CL : 1/16 de finale                                          | Aucune                                                       | Frédéric Piquionne (12)                                          | Bergeroo Halilhodžić                                         |
| 2003-2004 | Ligue 1                                                      | 9e                                                           | 52                                                           | 38                                                           | 14                                                           | 10                                                           | 14                                                           | 56                                                           | 44                                                           | +12                                                          | 1/4 de finale                                                | CL : 1/16 de finale                                          | Aucune                                                       | Alexander Frei (21)                                              | Bölöni                                                       |
| 2004-2005 | Ligue 1                                                      | 4e                                                           | 55                                                           | 38                                                           | 15                                                           | 10                                                           | 13                                                           | 49                                                           | 42                                                           | +7                                                           | 1/8 de finale                                                | CL : 1/16 de finale                                          | Aucune                                                       | Alexander Frei (20)                                              | Bölöni                                                       |
| 2005-2006 | Ligue 1                                                      | 7e                                                           | 59                                                           | 38                                                           | 18                                                           | 5                                                            | 15                                                           | 48                                                           | 49                                                           | -1                                                           | Demi-finale                                                  | CL : 1/16 de finale                                          | C3 : Phase de Poules                                         | John Utaka (16)                                                  | Bölöni                                                       |
| 2006-2007 | Ligue 1                                                      | 4e                                                           | 57                                                           | 38                                                           | 14                                                           | 15                                                           | 9                                                            | 38                                                           | 30                                                           | +8                                                           | 1/32 de finale                                               | CL : 1/4 de finale                                           | Aucune                                                       | John Utaka (12)                                                  | Dréossi                                                      |
| 2007-2008 | Ligue 1                                                      | 6e                                                           | 58                                                           | 38                                                           | 16                                                           | 10                                                           | 12                                                           | 47                                                           | 44                                                           | +3                                                           | 1/16 de finale                                               | CL : 1/8 de finale                                           | C3 : Phase de Poules                                         | Mickaël Pagis (13)                                               | Dréossi Lacombe                                              |
| 2008-2009 | Ligue 1                                                      | 7e                                                           | 61                                                           | 38                                                           | 15                                                           | 16                                                           | 7                                                            | 42                                                           | 34                                                           | +8                                                           | Finaliste                                                    | CL : 1/8 de finale                                           | CI : QualifiéC3 : 1er tour                                   | Moussa Sow (16)                                                  | Lacombe                                                      |
| 2009-2010 | Ligue 1                                                      | 9e                                                           | 53                                                           | 38                                                           | 14                                                           | 11                                                           | 13                                                           | 52                                                           | 41                                                           | +11                                                          | 1/8 de finale                                                | CL : 1/8 de finale                                           | Aucune                                                       | Asamoah Gyan (13)                                                | Antonetti                                                    |
| 2010-2011 | Ligue 1                                                      | 6e                                                           | 56                                                           | 38                                                           | 15                                                           | 11                                                           | 12                                                           | 38                                                           | 35                                                           | +3                                                           | 1/8 de finale                                                | CL : 1/16 de finale                                          | Aucune                                                       | Víctor Hugo Montaño (11)                                         | Antonetti                                                    |
| 2011-2012 | Ligue 1                                                      | 6e                                                           | 60                                                           | 38                                                           | 17                                                           | 9                                                            | 12                                                           | 53                                                           | 44                                                           | +9                                                           | Demi-finale                                                  | CL : 1/8 de finale                                           | C3 : Phase de Poules                                         | Julien Féret Jirès Kembo Ekoko (13)                              | Antonetti                                                    |
| 2012-2013 | Ligue 1                                                      | 13e                                                          | 46                                                           | 38                                                           | 13                                                           | 7                                                            | 18                                                           | 48                                                           | 59                                                           | -11                                                          | 1/32 de finale                                               | CL : Finaliste                                               | Aucune                                                       | Romain Alessandrini Mevlüt Erdinç Julien Féret (13)              | Antonetti                                                    |
| 2013-2014 | Ligue 1                                                      | 12e                                                          | 46                                                           | 38                                                           | 11                                                           | 13                                                           | 14                                                           | 47                                                           | 45                                                           | +2                                                           | Finaliste                                                    | CF : 1/8 de finale                                           | Aucune                                                       | Nélson Oliveira Ola Toivonen (8)                                 | Montanier                                                    |
| 2014-2015 | Ligue 1                                                      | 9e                                                           | 50                                                           | 38                                                           | 13                                                           | 11                                                           | 14                                                           | 35                                                           | 42                                                           | -7                                                           | 1/8 de finale                                                | CL : 1/4 de finale                                           | Aucune                                                       | Paul-Georges Ntep (9)                                            | Montanier                                                    |
| 2015-2016 | Ligue 1                                                      | 8e                                                           | 52                                                           | 38                                                           | 13                                                           | 13                                                           | 12                                                           | 52                                                           | 54                                                           | -2                                                           | 1/16 de finale                                               | CL : 1/8 de finale                                           | Aucune                                                       | Ousmane Dembélé (12)                                             | Montanier Courbis                                            |
| 2016-2017 | Ligue 1                                                      | 9e                                                           | 50                                                           | 38                                                           | 12                                                           | 14                                                           | 12                                                           | 36                                                           | 42                                                           | -6                                                           | 1/16 de finale                                               | CL : 1/8 de finale                                           | Aucune                                                       | Giovanni Sio (9)                                                 | Gourcuff                                                     |
| 2017-2018 | Ligue 1                                                      | 5e                                                           | 58                                                           | 38                                                           | 16                                                           | 12                                                           | 10                                                           | 50                                                           | 44                                                           | +6                                                           | 1/32 de finale                                               | CL : Demi-finale                                             | Aucune                                                       | Benjamin Bourigeaud (12)                                         | Gourcuff Lamouchi                                            |
| 2018-2019 | Ligue 1                                                      | 10e                                                          | 52                                                           | 38                                                           | 13                                                           | 13                                                           | 12                                                           | 55                                                           | 52                                                           | +3                                                           | Vainqueur                                                    | CL : 1/4 de finale                                           | C3 : 1/8 de finale                                           | M'Baye Niang (14)                                                | Lamouchi Stéphan                                             |
| 2019-2020 | Ligue 1                                                      | 3e                                                           | 50                                                           | 28                                                           | 15                                                           | 5                                                            | 8                                                            | 38                                                           | 24                                                           | +14                                                          | Demi-finale                                                  | S : Finaliste CL : 1/8 de finale                             | C3 : Phase de Poules                                         | M'Baye Niang (15)                                                | Stéphan                                                      |
| 2020-2021 | Ligue 1                                                      | 6e                                                           | 58                                                           | 38                                                           | 16                                                           | 10                                                           | 12                                                           | 52                                                           | 40                                                           | +12                                                          | 1/32 de finale                                               | Aucune                                                       | C1 : Phase de Poules                                         | Serhou Guirassy (13)                                             | Stéphan Génésio                                              |
| 2021-2022 | Ligue 1                                                      | 4e                                                           | 66                                                           | 38                                                           | 20                                                           | 6                                                            | 12                                                           | 82                                                           | 40                                                           | +42                                                          | 1/16 de finale                                               | Aucune                                                       | C4 : 1/8 de finale                                           | Martin Terrier (21)                                              | Génésio                                                      |
| 2022-2023 | Ligue 1                                                      | 4e                                                           | 68                                                           | 38                                                           | 21                                                           | 5                                                            | 12                                                           | 69                                                           | 39                                                           | +30                                                          | 1/16 de finale                                               | Aucune                                                       | C3 : Barrage                                                 | Amine Gouiri (17)                                                | Génésio                                                      |
| 2023-2024 | Ligue 1                                                      | 10e                                                          | 46                                                           | 34                                                           | 12                                                           | 10                                                           | 12                                                           | 53                                                           | 46                                                           | +7                                                           | Demi-finale                                                  | Aucune                                                       | C3 : Barrage                                                 | Benjamin Bourigeaud Arnaud Kalimuendo (15)                       | Génésio Stéphan                                              |
| 2024-2025 | Ligue 1                                                      | 12e                                                          | 41                                                           | 34                                                           | 13                                                           | 2                                                            | 19                                                           | 51                                                           | 50                                                           | +1                                                           | 1/16 de finale                                               | Aucune                                                       | Aucune                                                       | Arnaud Kalimuendo (18)                                           | Stéphan Sampaoli Beye                                        |
| Saison    | Division                                                     | Pos                                                          | Pts                                                          | J                                                            | V                                                            | N                                                            | D                                                            | BP                                                           | BC                                                           | Diff.                                                        | Coupe de France                                              | Autre coupe                                                  | Coupe d'europe                                               | Meilleur buteur                                                  | Entraîneur                                                   |
| Saison    | Championnat                                                  |                                                              |                                                              |                                                              |                                                              |                                                              |                                                              |                                                              |                                                              |                                                              | Coupe de France                                              | Autre coupe                                                  | Coupe d'europe                                               | Meilleur buteur                                                  | Entraîneur                                                   |

Légende : Pts = points, J = joués, G = gagnés, N = nuls, P = perdus, Bp = buts pour, Bc = buts contre, Diff = différence de buts, S = Chalenge/Trophée des champions, CP = Coupe Charles Drago, CL= Coupe de la Ligue,  C1 = Ligue des champions de l'UEFA, C2 = Coupe d'Europe des vainqueurs de coupe, C3 = Coupe UEFA (1971-2009) puis Ligue Europa (depuis 2009), C4 = Ligue Europa Conférence, CI = Coupe Intertoto.
champion/vainqueurpromubarragisterelégué